# Salomón Hakim
Salomón Hakim Dow (Barranquilla, 4 de junio de 1922-Bogotá, 5 de mayo de 2011) fue un médico e investigador colombiano que centró gran parte de su trabajo en el campo de la neurocirugía y la neurología, sobresaliendo por sus aportes en el campo de la hidrodinámica del sistema nervioso central. Fue el descubridor del síndrome de hidrocefalia normotensiva, desarrollando además una válvula para su tratamiento.

## Niñez y juventud
Nació en el año de 1922 en Barranquilla. Hijo de Sofía Dow y Jorge Hakim, inmigrantes libaneses que habían llegado vía Cuba el año anterior, donde el padre de la señora Dow tenía plantaciones de caña de azúcar. Fue el mayor de tres hijos, siendo Alejandro Hakim y Ernesto Hakim sus hermanos menores.
Aun siendo niño se mudó con su familia a Ibagué, donde su padre estableció la fábrica de zapatos 'El Buen Gusto'. En dicha ciudad ingresó a un colegio de hermanos maristas donde cursó música y secundaria. A los 11 años se trasladó junto a sus hermanos a Bogotá, ingresando al jesuita Colegio San Bartolomé la Merced, donde se le otorgó el título de bachiller.
Desde pequeño, Salomón Hakim demostró un ánimo muy curioso, característica estimulada por su padre quien lo introdujo en el mundo de la electrónica y de la química. Dentro de las anécdotas inventivas de su infancia, destaca la ocasión en que intentó crear una incubadora de huevos usando cajas de cartón, un termostato casero, una resistencia y un relé fabricado por él mismo; determinó como 39 °C la temperatura necesaria para los huevos midiéndola directamente en las gallinas con un termómetro y, por sugerencia de su madre, colocó un tazón de agua para dar humedad al ambiente al evaporarse. Finalmente inició la incubación pero después de ir a dormir y regresar al día siguiente descubrió que la temperatura había subido a 100 °C por un fallo en el relé; los huevos se habían cocido.

## Trayectoria académica

### Pregrado
Salomón Hakim inició sus estudios de Medicina en 1944 en la Universidad Nacional de Colombia. Su interés por la física, y en especial por la electricidad, influyeron en sus investigaciones en ese centro educativo, estudiando el flujo eléctrico durante la digestión mediante electrogastrografía, el uso de corriente eléctrica para la inducción de contracciones uterinas como apoyo al trabajo de parto y la consolidación de fracturas que ayudada por la precipitación del calcio mediante electrólisis para estimular la formación del callo óseo.
Durante sus estudios de pregrado, obtuvo los siguientes títulos:
- Monitor de fisiología por concurso de la Universidad Nacional de Colombia en 1942.
- Ganador del Legado Manuel Forero "Premio de Fisiología" en la Universidad Nacional en 1942.
- Preparador de Fisiología en la Universidad Javeriana en 1944 y 1945.
- Adjunto a la Cátedra de Física Médica en la Universidad Javeriana; 1945.
- Jefe del servicio de electroterapia del Frenocomio de Varones de Sibaté entre 1946 y 1948.
- Monitor de Semiología de la Universidad Javeriana en 1947
- Jefe de trabajos prácticos de Física Médica en la Universidad Nacional en 1948.

Realiza su año de internado médico en el Hospital San José de Bogotá, graduándose en 1948. Su tesis, que recibió mención honorífica en primera categoría, se tituló Sobre movimientos rítmicos en biología (estudio experimental), con el siguiente objetivo investigativo:

...estudio del mecanismo intimo del fenómeno descrito por Ordóñez con el nombre de contracción prosténica; es decir, el porqué una corriente eléctrica constante, en determinadas ocasiones, al excitar un músculo, da lugar a una contracción rítmica, y a posibles relaciones de este fenómeno con ciertos hechos de la fisiología normal y patológica
Salomón Hakim

Dicha tesis se centraba en el fenómeno descrito por el doctor J. Hernando Ordóñez, quien describió la contracción prosténica en 1933.

### Especialización
El mismo año de su grado viajó la ciudad de Nueva York con el objetivo de expandir sus estudios y su carrera. Buscó apoyo para su formación en diversos lugares de los Estados Unidos de América, incluyendo el Passaic General Hospital de Nueva Jersey y varios hospitales de Miami; finalmente, con el apoyo de los doctores James L. Poppen y Gilbert Horrax, este último jefe del departamento de neurocirugía de la clínica Lahey de Boston, Hakim se especializó en neurocirugía en dicho hospital. Al terminar su especialización regresa a Bogotá, pero en 1954 retorna a Boston y se vincula al Massachusetts General Hospital junto al doctor Raymond D. Adams, especializándose en neurología y neuropatología.
Al terminar su especialización en 1957 regresó a Colombia, desempeñándose a partir de ese momento como profesor e investigador dentro de distintas ramas de la medicina, como la física médica, la neurocirugía y la ingeniería biomédica en varias de las más importantes universidades colombianas.

## Descubrimiento de la hidrocefalia normotensiva

### Primeros indicios
Como parte de su especialización en neuropatología en el Massachusetts General Hospital, Hakim llevó a cabo numerosas autopsias en pacientes diagnosticados con enfermedad de Alzheimer, así como de otras enfermedades neurodegenerativas. Esto lo llevó a descubrir que al contrario de la mayoría de los casos donde se demostraba un aumento de las cavidades ventriculares del encéfalo a expensas de la pérdida de sustancia cerebral, algunos de los pacientes presentaban dicho agrandamiento sin disminución de la masa encefálica. Este descubrimiento inquietó Hakim, quien no estableció en ese momento una explicación.

### El primer paciente
En 1957, primer año de su regreso a Colombia, Hakim se encontró en el Hospital San Juan de Dios de Bogotá con el primer caso de hidrocefalia normotensiva. La descubrió en Fernando Anaya, un adolescente de 16 años que había sufrido un trauma craneoencefálico severo en un accidente automovilístico. El paciente había presentado un hematoma subdural que había sido drenado, pese a lo cual continuaba con alteración severa del estado de conciencia, esto es, semicomatoso, pero sin signos clínicos de hipertensión endocraneana, por lo que le fue diagnosticado daño cerebral irreversible. 
Tiempo después, el doctor Hakim decidió trasladarlo al Hospital Militar donde era jefe de los servicios de neurología y neurocirugía; sospechando la reincidencia del hematoma subdural le practicó un neumoencefalograma que sorpresivamente demostró el aumento de tamaño de los ventrículos mientras que la presión intracraneana permanecía en un nivel normal de 150mm de H2O. De forma inesperada, el paciente presentó mejoría sustancial de su estado neurológico un día después de que Hakim extrajo 15 ml de líquido cefalorraquídeo (LCR) con el fin de realizar estudios de laboratorio; el paciente reinició el habla después de varios meses de no haberla tenido. Sin embargo el paciente presentó una recaída de su estado clínico, que retornó a la mejoría posterior a una nueva extracción de LCR. Ante estos hechos que presentaban como causante del cuadro clínico al LCR, el Hakim decidió colocar un drenaje de este que lo llevará desde los ventrículos cerebrales a la aurícula cardíaca derecha, tratamiento denominado derivación ventriculoatrial, con lo cual el paciente presentó una mejoría constante que le permitió regresar a sus estudio tres meses después.

### Propuesta explicativa
Mientras Fernando Anaya, de 16 años, permanecía internado en el Hospital Militar en un estado semicomatoso itinerante que mejoraba con el drenaje de líquido cefalorraquídeo, durante una discusión académica respecto a los pacientes hospitalizados en el servicio uno de los estudiantes de Hakim, el interno Abel Ramírez, le preguntó: "Doctor Hakim, hay algo que no entiendo. ¿Por qué, si la presión es normal, al sacarle el líquido y bajarle la presión por debajo del nivel normal el paciente se mejora?". El intentar responder dicha pregunta llevó a Hakim a proponer la hipótesis de una alteración hidrodinámica en el cuadro clínico del adolescente enfermo.
Así pues, Hakim usó la definición física de presión y el principio de Pascal como las bases para explicar los casos en los cuales se presenta ventriculomegalia con presiones normales. El principio de Pascal plantea que un líquido dentro de un recipiente ejerce la misma magnitud de presión en todas las direcciones; la presión, a su vez, se define como la fuerza ejercida por unidad de área y, por tanto, la fuerza que ejerce un líquido sobre un recipiente puede expresarse matemáticamente como la presión multiplicada por el área. Hakim propuso con base en esto que en unos ventrículos mucho más grandes de lo normal, y por tanto con un área aumentada, una presión de LCR dentro de los valores normales implica una fuerza aumentada en proporción al aumento del área en que aumentaron los ventrículos. Será la fuerza aumentada, en el contexto de una presión normal, la que ejercerá efectos nocivos en las personas que padecen hidrocefalia normotensiva, un concepto innovador y nuevo para su tiempo. En 1965, Hakim publicó por primera vez sus observaciones en la Pontificia Universidad Javeriana.

### Publicación internacional del descubrimiento
Posterior a la publicación en la Universidad Javeriana, el doctor Hakim se comunicó con su antiguo tutor en Boston, el doctor Raymond Adams, quien inicialmente miró con escepticismo el descubrimiento. Poco tiempo después, una trabajadora estadounidense de la embajada de ese país en Colombia padeció el cuadro de hidrocefalia normotensiva; Hakim la atendió y propuso el drenaje y la derivación del LCR para solucionar el problema. Aun así, la familia de la paciente decidió llevarla a los Estados Unidos, bajo la advertencia de Hakim que allí nadie sabía exactamente el problema de la paciente y por tanto no sabrían qué hacer. Finalmente, Hakim se comprometió a acompañar a la paciente a los Estados Unidos, arribando al departamento de neurología del Massachusetts General Hospital con el doctor Adams. La notoria mejoría de la paciente con el enfoque propuesto por Hakim despejó las dudas del doctor Adams y derivó en la publicación de los resultados en el Journal of the Neurological Sciences y en el New England Journal of Medicine. La publicación en este último generó gran interés en el tema; en este se exponen tres casos de síndrome, y se propone que el síndrome de hidrocefalia normotensiva se compone de una tríada básica:
- Alteraciones en la marcha
- Déficit cognitivo
- Incontinencia urinaria

Todo esto asociado al aumento del tamaño de los ventrículos cerebrales. Así pues, la investigación en el área se potencializó intentando establecer si la explicación dada al fenómeno por Hakim era válida, causando gran impacto en la comunidad científica al ser la primera propuesta de una demencia tratable.

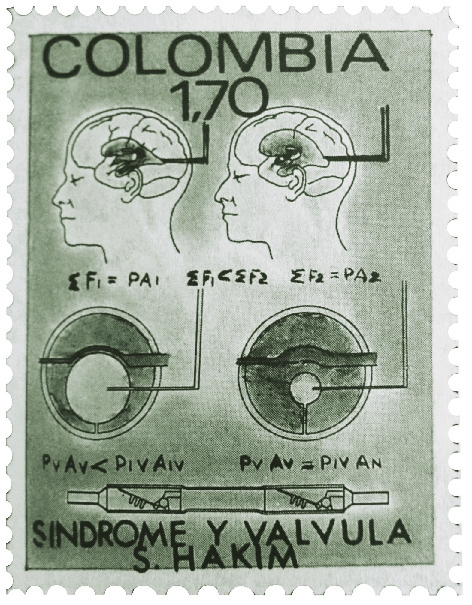
Estampilla colombiana conmemorativa por el descubrimiento de la Hidrocefalia normotensiva y de la invención de la válvula para su tratamiento.

## Invención de la válvula
Para el tratamiento del síndrome de hidrocefalia normotensiva que describió, Salomón Hakim desarrolló en 1966 un nuevo tipo de válvula unidireccional que regulara el drenaje de líquido cefalorraquídeo (LCR). Antes de descubrir el síndrome, Hakim ya había ideado y fabricado diversas válvulas desde años atrás, probando diversos materiales como plástico, membrana o fuelle. La válvula definitiva inicial fue ideada y fabricada en su taller personal ubicado en la calle 93 de Bogotá para lo cual tuvo que aprender metalurgia y de diversas herramientas, muchas en las cuales tuvo que improvisar.
La válvula estaba constituida por un cono de acero inoxidable, una esfera de zafiro sintético y un resorte, este último el elemento regulador de la válvula. A diferencia de otras válvulas que se habían desarrollado antes, por ejemplo la de Holter y Spitz, la válvula de Hakim regulaba la presión, era más eficiente, más segura y con materiales resistentes a la esterilización. Patentó su invento en los Estados Unidos (Patente USPTO n.º 3288142) y la fabricó inicialmente de forma personal en su taller, pero debido a la alta demanda cedió los derechos de fabricación mundial a la casa Cordis, reservándose para él la fabricación en Colombia.
Posteriormente, Carlos Hakim, uno de los hijos de Salomón Hakim, perfeccionó y mejoró la válvula, creando un diseño que permite manipularla y programarla transdérmicamente en el caso de que sea necesario graduar la presión tolerada, por ejemplo en el caso de sobreflujo o hipoflujo de LCR a través de la derivación.

## Fallecimiento
Salomón Hakim falleció la madrugada del 5 de mayo de 2011 debido a una reacción inesperada al presentarse un segundo aneurisma que no fue controlado, además de otra reacción a un anticoagulante que le fue inyectado para tratar la patología que padecía en una pierna.